# Давіс Бертанс
Давіс Бертанс (лат. Dāvis Bertāns; нар. 12 листопада 1992) — латвійський професійний баскетболіст, що виступає за команду «Даллас Маверікс» з Національної баскетбольної асоціації (НБА). Виступає за Національну збірну Латвії. Був обраний під 42-м загальним вибором на Драфті НБА 2011 командою Індіана Пейсерз.

## Професійна кар'єра

### Латвія
У 2007–08 Бертанс виступав за АСК Кадеті II. У період з 2008 по 2010 рік він грав за БАА Рига з латвійського другого дивізіону. За цей час він також провів два матчі у вищому дивізіоні з АСК Рига наприкінці сезону 2008—2009, і з БК Кейзармезс Рига на початку сезону 2009-10.

### Словенія
Після початку сезону 2010–11 з Баронс, у листопаді 2010 року Бертанс підписав багаторічну угоду зі словенським клубом Олімпія. Після сезону 2010—2011 Давіс був обраний Індіаною Пейсерз під загальним 42-м вибором на Драфті НБА 2011 року. Однак його права були негайно продані Сан-Антоніо Сперс разом із правами на 15-й пік Кавая Леонарда за Джорджа Гілла.

### Сербія
У січні 2012 року Бертанс покинув Олімпію та підписав контракт на три з половиною роки із сербським клубом Партизан з Белграду.
У серії фіналів Сербської ліги проти Црвени Звезди в червні 2013 року він порвав передню хрестоподібну зв'язку в правому коліні, що виключило його з гри на дев'ять місяців.
Бертанс повернувся на майданчик 20 березня 2014 року у грі проти Маккабі Тель-Авів, допомагаючи своїй команді здобути важку перемогу в Євролізі проти фаворитів, записавши 2 очки, 2 підбирання та одну передачу за 15 хвилин гри. Через вісім днів, 28 березня 2014 року, Давіс набрав найбільші 20 очок у команді у програші в Євролізі від Локомотива-Кубані. Партизан завершив сезон, вигравши 13-й та третій поспіль для Давіса титул чемпіонів Сербії, перемігши принципового суперника Црвену Звезду 3-1 у фінальній серії. 3 липня 2014 року Бертанс розірвав контракт з клубом.

### Іспанія
19 липня 2014 року Бертанс підписав трирічний контракт з іспанським клубом Басконія.
26 березня 2015 року, у грі проти міланської Олімпії, Бертанс знову порвав передню хрестоподібну зв'язку в правому коліні, як і в 2013-му році. Він був поза грою вісім місяців. За 22 гри в Євролізі він набирав у середньому 11,0 очок і 2,9 підбирання за гру, а також в середньому 11,4 очка в 25 іграх Іспанської ліги. У наступній грі Басконії після травми Бертанса проти Валенсії, кожен гравець Басконії носив номер 42 Bertāns, демонструючи підтримку своєму напарнику, що вибув через травму.
14 липня 2016 року Бертанс та Басконія домовились про викуп контракту.

### НБА

#### Сан-Антоніо Сперс
14 липня 2016 року Бертанс підписав контракт із Сан-Антоніо Сперс. Він дебютував за «Шпор» у відкритті сезону 25 жовтня 2016 року, набравши 5 очок за 4 хвилини з лави запасних у перемозі над Голден Стейт Ворріорз 129—100. 25 листопада 2016 року Давіс здобув кар'єрний максимум, забивши 15 з 56 очок команди, здобутих запасними, допомігши Сан-Антоніо перемогти Бостон Селтікс 109—103. 7 січня 2017 року Бертанс набрав 21 очко у перемозі над Шарлотт Горнетс із рахунком 102-85. Він забив 4 з 5 триочкових спроб, вперше набравши більше за всіх очок у команді в сезоні 2016-17. 29 січня 2017 року проти команди Даллас Маверікс Бертанс став лише четвертим новачком «Сперс», що мав в активі щонайменше 35 влучних триочкових і 15 блокшотів в сезоні, приєднавшись до Кавая Леонарда, Ману Джинобілі та Ллойда Деніелса. 11 березня 2017 року він мав три влучних кидки з-за дуги в перемозі над Голден Стейт Ворріорз 107–85, і досяг позначки в 51 триочкове влучання в сезоні. Він став лише шостим новаком «шпор», що мав 50 і більше влучних дальніх постріли за сезон. Протягом сезону новачка він мав численні відрядження до Остін Сперс з Ліги розвитку НБА.
На початку сезону 2017–18 Бертанс двічі був відправлений до складу Остін Сперс. 8 січня 2018 року він набрав найвищі у кар'єрі 28 очок при влучності 11 з 15 з гри, в тому числі 6 триочкових влучань в перемозі над Сакраменто Кінгз 107—100. 13 січня 2018 року він набрав 18 очок за 6 влучних дальніх кидки у перемозі над Денвер Наггетс з рахунком 112-80.
11 липня 2018 року Бертанс підписав новий контракт зі «Шпорами» на два роки та 14 мільйонів доларів. 27 січня 2019 року він набрав набільше в сезоні 21 очко у перемозі над Вашингтон Візардс 132—119.

#### Вашингтон Візардс
6 липня 2019 року Бертанса обмінялим з Сан-Антоніо Сперс до Вашингтон Візардс за угодою з трьома командами, в яку також входив Бруклін Нетс, в якій «Шпори» отримали ДеМарра Керролла через «sign-and-trade» процедуру. У своїй першій грі в Сан-Антоніо після обміну, 26 жовтня 2019 року, Бертанс влучив усі сім спроб з гри, включаючи п'ять триочкових, і набрав 23 очки. 22 листопада він забив шість дальніх постріли і набрав 20 очок в грі проти Шарлотт Горнетс.
22 червня 2020 року, через три місяці перерви в НБА, Бертанс вирішив покинути перезапуск сезону НБА в Орландо; він був першим гравцем, який це зробив. Це рішення було прийнято з особистих причин.
21 листопада 2020 року Бертанс погодив п'ятирічну угоду на суму 80 мільйонів доларів з Вашингтон Візардс.

## Кар'єра в національній команді
Бертанс представляв Латвію на Євробаскет-2011, в середньому набираючи 5,6 очка та 2 підбирання за гру. Він повернувся на Євробаскет-2017, тепер у більш помітній ролі, маючи в середньому 14 очок, 3 підбирання та 2 передачі за гру.

## Особисте життя
Старший брат Бертанса, Дайріс, також є професійним баскетболістом; раніше він грав за Нью-Орлінс Пеліканс. Їхній батько, Дайніс, був професійним баскетболістом і в даний час є тренером молоді. Їхня мати — вчителька фізкультури та колишня веслярка високого рівня. Бертанс вільно володіє сербською мовою.
Через нещасний випадок в дитинстві з рубанням деревини, Бертансу бракує частини безіменного пальця на правій руці.
Бертанс — колишній веган, але зараз харчується пескетарською дієтою без молочних продуктів.

## Статистика
Зауважте: Євроліга не є єдиним змаганням у якому гравець бере участь упродовж сезону, він також грає в домашніх змаганнях.

### Євроліга
| Рік     | Команда  | GP | GS | MPG  | FG%  | 3P%  | FT%   | RPG | APG | SPG | BPG | PPG  | PIR |
| ------- | -------- | -- | -- | ---- | ---- | ---- | ----- | --- | --- | --- | --- | ---- | --- |
| 2011–12 | Олімпія  | 10 | 1  | 15.6 | .282 | .217 | 1.000 | 2.2 | .5  | .1  | .1  | 3.0  | .6  |
| 2012–13 | Партизан | 10 | 1  | 20.0 | .385 | .471 | .625  | 2.3 | .7  | 1.1 | .2  | 6.6  | 4.6 |
| 2013–14 | Партизан | 4  | 2  | 21.9 | .435 | .435 | .000  | 3.8 | 1.3 | .8  | .5  | 12.5 | 8.0 |
| 2014–15 | Басконія | 22 | 18 | 21.9 | .381 | .355 | .853  | 2.9 | .9  | .2  | .5  | 11.0 | 6.5 |
| 2015–16 | Басконія | 15 | 8  | 20.7 | .514 | .474 | .905  | 1.9 | .9  | .4  | .4  | 7.9  | 6.9 |
| Кар'єра | Кар'єра  | 61 | 30 | 20.2 | .400 | .388 | .824  | 2.5 | .8  | .4  | .4  | 8.3  | 5.4 |

### НБА

#### Регулярний сезон
| Сезон   | Команда     | GP  | GS | MPG  | FG%  | 3P%  | FT%  | RPG | APG | SPG | BPG | PPG  |
| ------- | ----------- | --- | -- | ---- | ---- | ---- | ---- | --- | --- | --- | --- | ---- |
| 2016–17 | Сан-Антоніо | 67  | 6  | 12.1 | .440 | .399 | .824 | 1.5 | .7  | .3  | .4  | 4.5  |
| 2017–18 | Сан-Антоніо | 77  | 10 | 14.1 | .440 | .373 | .816 | 2.0 | 1.0 | .3  | .4  | 5.9  |
| 2018–19 | Сан-Антоніо | 76  | 12 | 21.5 | .450 | .429 | .883 | 3.5 | 1.3 | .5  | .4  | 8.0  |
| 2019–20 | Вашингтон   | 54  | 4  | 29.3 | .434 | .424 | .852 | 4.5 | 1.7 | .7  | .6  | 15.4 |
| Кар'єра | Кар'єра     | 274 | 32 | 18.6 | .441 | .411 | .849 | 2.8 | 1.1 | .4  | .4  | 8.0  |

#### Плейофф
| Сезон   | Команда     | GP | GS | MPG  | FG%  | 3P%  | FT%  | RPG | APG | SPG | BPG | PPG |
| ------- | ----------- | -- | -- | ---- | ---- | ---- | ---- | --- | --- | --- | --- | --- |
| 2017    | Сан-Антоніо | 13 | 0  | 8.6  | .444 | .400 | .667 | 1.5 | .2  | .2  | .3  | 2.8 |
| 2018    | Сан-Антоніо | 5  | 0  | 16.4 | .167 | .188 | .727 | 2.2 | 1.2 | .4  | .0  | 3.4 |
| 2019    | Сан-Антоніо | 5  | 0  | 15.8 | .333 | .273 | .600 | 1.6 | 1.0 | .0  | .2  | 3.2 |
| Кар'єра | Кар'єра     | 13 | 0  | 11.9 | .333 | .298 | .682 | 1.7 | .6  | .2  | .2  | 3.0 |